# Nyctemera secundiana
Nyctemera secundiana là một loài bướm đêm thuộc phân họ Arctiinae, họ Erebidae.